# Sigurd Rushfeldt
Sigurd Rushfeldt (* 11. Dezember 1972 in Vadsø) ist ein ehemaliger norwegischer Fußballspieler.
Er spielt zurzeit in der norwegischen Tippeligaen für Tromsø IL und ist Rekordtorschütze in derselbigen Liga. Wie Thorstein Helstad spielte Rushfeldt sowohl für Rosenborg Trondheim als auch für FK Austria Wien. Als Spieler mit samischen Wurzeln wurde er auch für die nicht-offizielle Fußballauswahl von Sápmi aufgestellt.

## Nationalmannschaft
Von 1994 bis 2007 war Rushfeldt norwegischer Nationalspieler. Während seiner Karriere erzielte er in insgesamt 38 Einsätzen sieben Tore und nahm an der WM 1994 in den USA teil.

## Erfolge

### Im Verein
Tromsø IL
- 1× Norwegischer Pokalsieger: 1996

Rosenborg BK
- 4× Norwegischer Meister: 1997, 1998, 1999, 2001
- 1× Norwegischer Pokalsieger: 1999

FK Austria Wien
- 2× Österreichischer Meister: 2003, 2006
- 3× Österreichischer Pokalsieger: 2003, 2005, 2006

### Als Spieler
- Rekordtorschütze in der Tippeligaen: 180 Tore (Stand: Dezember 2013)

- 1× Kniksenprisen – Stürmer des Jahres: 1998
- 2× Torschützenkönig in der Tippeligaen: 1997, 1998
- 1× FK Austria Wien Spieler des Jahres: 2004
- 1× Kronen Zeitung – Mannschaft des Jahres: 2004
- 1× Kurier – Mannschaft des Jahres: 2004
- 1× Sportzeitung – Mannschaft des Jahres: 2004